# Acomys kempi
Acomys kempi es una especie de roedor de la familia Muridae. Es uno de los dos únicos mamíferos (junto al Acomys percivali) que es capaz de regenerar tejido dañado, incluyendo folículos, piel, glándulas surodíparas, pelaje y cartílago.

## Distribución geográfica
Se encuentra en Kenia, Somalia y Tanzania.

## Hábitat
Su hábitat natural son: Sabanas y zonas rocosas.